# 高槻市立第八中学校
高槻市立第八中学校（たかつきしりつ だいはちちゅうがっこう）は、大阪府高槻市紅茸町にある公立中学校。学校敷地は紅茸山遺跡の上に立地し、敷地の片隅に古墳が復元されている。
高槻市中心部に隣接する住宅地、および北部の新興住宅地を校区としている。略称は八中、第八中、高槻八中など。

## 沿革
- 1971年4月1日 - 高槻市立第一中学校、高槻市立第二中学校、高槻市立第六中学校より分離開校
- 1973年2月13日 - 正門左側に古墳復元
- 1975年4月1日 - 養護学級(現、特別支援学級)発足
- 1977年4月1日 - 校歌制定
- 1982年4月1日 - 高槻市立芝谷中学校を分離
- 1996年 - 高槻市教育委員会研究指定校
- 1997年 - 高槻市教育委員会研究指定校,高槻市教育センター調査研究委嘱校
- 1998年 - 高槻市教育センター調査研究委嘱校
- 2014年 - 給食開始 高槻市立第二中学校との親子方式をとる。

## 通学区域
- 高槻市立磐手小学校と高槻市立奥坂小学校の通学区域。

高槻市 八丁畷町、山手町1丁目・2丁目、安満御所の町、安満磐手町、安満東の町、安満西の町、安満北の町、安満中の町、安満新町、高垣町、紅茸町、成合東の町、成合南の町、成合北の町（但し関西電力高圧線(北大阪高槻線15号)以北府道伏見柳谷高槻線以西の地域を除く）、成合中の町、大字成合、別所中の町、別所新町、別所本町、大字川久保、古曽部町1丁目-5丁目、宮が谷1-7番、美しが丘1丁目・2丁目　

## 紅茸山古墳
校内には、古墳山C1号墳が保存されている。これは、紅茸町一帯に弥生時代後期の集落跡から発見されており、住宅街建設によって大半が撤去されたものの、学校内に1墳が現存している。

## 交通
- 高槻市営バス別所本町公園北バス停 北へ約100m。
- 高槻市営バス 磐手校前バス停 北へ約400m。
- 東海道本線（JR京都線） 高槻駅 北東へ約2.2km。
- 阪急京都線 高槻市駅 北東へ約2.1km。

## 主な卒業生
- 池下卓 - 大阪府議会議員、衆議院議員
- 浅田ゆかり - 柔道選手
- 亜空亜shin - マジシャン
- 菅正太郎 - 脚本家